# Wolfram Herlitschke
Wolfram Herlitschke (* 21. November 1941; † 25. Dezember 2021) war ein deutscher Fußballspieler. Für die BSG Stahl Hennigsdorf spielte er in den 1970er Jahren in der zweitklassigen DDR-Liga.

## Sportliche Laufbahn
Bis 1965 spielte Wolfram Herlitschke mit der Betriebssportgemeinschaft (BSG) des Hennigsdorfer Stahl- und Walzwerkes in der drittklassigen Bezirksliga Potsdam. Anschließend war er als Wehrpflichtiger bei der Armeesportgemeinschaft ASG Vorwärts Potsdam ebenfalls in der Bezirksliga aktiv. Nach seiner Entlassung aus der Nationalen Volksarmee kehrte Herlitschke wieder zur BSG Stahl Hennigsdorf zurück. Diese wurde 1971 Bezirksmeister und stieg in die DDR-Liga auf. An diesem Erfolg war Herlitschke als Torschützenkönig mit 41 Punktspieltoren maßgeblich beteiligt. 
In der DDR-Liga war Herlitschke bis 1977 stets im Stammaufgebot der Ligamannschaft. Bereits in seiner ersten Liga-Saison wurde er mit neun Treffern in 19 von 22 Ligaspielen wieder bester Torschütze der Hennigsdorfer. Seine Serie als Torschützenkönig setzte Herlitschke bis 1976 fort, wobei er 1974 und 1976 auch an der Spitze der Torjäger in der betreffenden Ligastaffel stand. In seiner letzten DDR-Liga-Saison 1976/77 wurde er 35 Jahre alt, kam aber immer noch in 17 der 22 Ligaspiele zum Einsatz. Er wurde zwar nicht mehr bester Torschütze, war aber mit neun Treffern weiter torgefährlich geblieben. So half er nicht unwesentlich zur Ligastaffelmeisterschaft mit, mit der sich Stahl Hennigsdorf für die Aufstiegsrunde zur DDR-Oberliga qualifizierte. Herlitschke kam dort nicht mehr zum Einsatz, und seine Mannschaft verpasste als Fünfter unter fünf Bewerbern den Aufstieg. 
Wolfram Herlitschke beendete anschließend seine Laufbahn als Fußballspieler im höheren Ligenbereich. Innerhalb von sechs Spielzeiten in der DDR-Liga hatte er 107 Spiele bestritten und war in dieser Zeit mit 66 Treffern erfolgreichster Torschütze der Hennigsdorfer. Als Freizeitfußballer spielte Herlitschke noch einige Jahre mit der 2. Mannschaft in der Bezirksliga. 